# توماس هاكني
توماس هاكني هو محامي وسياسي أمريكي، ولد في 11 ديسمبر 1861، وتوفي في 24 ديسمبر 1946 في كانساس سيتي في الولايات المتحدة. نشط حزبياً في الحزب الديمقراطي. وقد انتخب عضو مجلس نواب ولاية ميزوري ‏ وانتخب عضو مجلس النواب الأمريكي ‏.